# TNA 킹 오브 더 마운틴 챔피언십

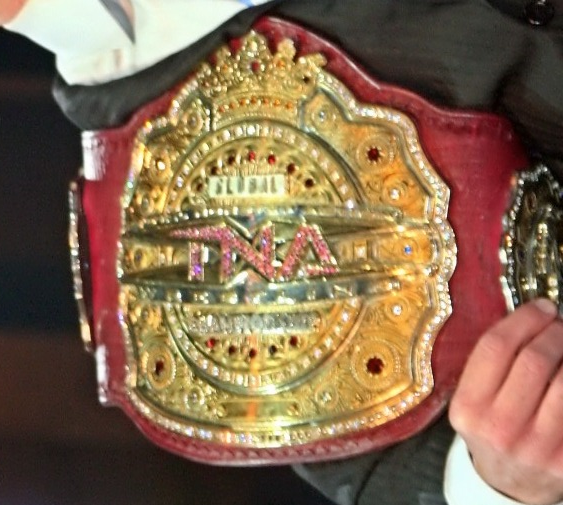

TNA 킹 오브 더 마운틴 챔피언십(TNA King of the Mountain championship)은 TNA에 존재하던 챔피언쉽이다.

## 역사
TNA 킹 오브 더 마운틴 챔피언십은 2008년 10월 23일 부커 T가 자신을 챔피언으로 소개하면서 시작된다. 2014년 7월 3일 역사속으로 사라졌다가 2015년 6월 28일 현재의 명칭으로 다시 부활했으나 , 2016년 8월 13일 임팩트 레슬링 녹화에서 래쉴리가 타이틀을 바닥에 버리고 가는 세그먼트를 통해 포기를 하면서 역사속으로 사라진다.

## 역대 타이틀 명칭
| 타이틀 명칭                    | 연도                                |
| ------------------------------ | ----------------------------------- |
| TNA 레젼드 챔피언십            | 2008년 10월 23일 ~ 2009년 10월 29일 |
| TNA 글로벌 챔피언십            | 2009년 10월 29일 ~ 2010년 7월 22일  |
| TNA 텔레비전 챔피언십          | 2010년 7월 22일 ~ 2014년 7월 3일    |
| TNA 킹 오브 더 마운틴 챔피언십 | 2015년 6월 28일 ~ 2016년 8월 13일   |

## 기록들
- 초대 챔피언 : 부커 T
- 마지막 챔피언 : 래슐리
- 최장수 챔피언 : 어비스 (396일)
- 최단 기간 챔피언 : PJ 블랙 (1일)
- 최다 챔피언 : 에릭 영 (3회)
- 최중량급 챔피언 : 어비스 (160kg)
- 최경량급 챔피언 : AJ 스타일스 (98kg)
- 최고령 챔피언 : 캐빈 내시 (51세)
- 최연소 챔피언 : 라비 E (28세)

## 역대 챔피언 선수 목록
- 부커 T (초대 챔피언)
- AJ 스타일스
- 케빈 내시
- 믹 폴리
- 에릭 영
- 랍 테리
- AJ 스타일스
- 더글라스 윌리엄스
- 어비스
- 거너
- 라비 E
- 디본
- 사모아 죠
- 제프 제럿
- PJ 블랙
- 바비 루드
- 브램
- 일라이 드레이크
- 제임스 스톰
- 래슐리 (마지막 챔피언)

## 같이 보기
- WWE 인터콘티넨탈 챔피언십
- WWE 유나이티드 스테이츠 챔피언십
- WWE 유러피언 챔피언십
- WWE 하드코어 챔피언십
- WCW 월드 텔레비전 챔피언십
- TNA X-디비전 챔피언십
- 그랜드 슬램 챔피언십
- 부커 T